# 土木工程師
土木工程师是从事土木工程专业的工程人员。其职责旨在通过规划、设计、建设、运维包括公共设施、基础设施等基础建设项目。